# サマーヨーガ・タントラ
『サマーヨーガ・タントラ』（Samāyoga Tantra）は、仏教の密教経典の1つ。正式名称は『サルヴァブッダ・サマーヨーガ・ダーキニージャーラ・サンヴァラ』（梵: Sarvabuddha-samāyoga-ḍākinījāla-saṃvara、一切仏-集会瑜伽-荼枳尼網-最勝楽）であり、最後の言葉を採って『サンヴァラ』（梵: Saṃvara）とも略称される。「一切仏との結合を通じたダーキニーの網からもたらされる最勝楽」といった意味である。全10章から成る。本書の内容を8世紀の唐の僧不空が知っていたことから、8世紀中葉までには、少なくとも本書の祖型が存在していた。
『金剛頂経』系のテキストの1つであり、不空の『金剛頂経瑜伽十八会指帰』（大正蔵869）の分類における、第九会に相当する。第六-八会に相当する『理趣広経』と内容で密接に関連している。『理趣広経』系の『金剛場荘厳タントラ』、『トリサマヤラージャ』と同様の内容の偈があり、これらの文献は本書に先行すると考えられ、本書は『理趣広経』の延長上に成立した。
アレクシス・サンダーソンは、本書がヨーガ・タントラの伝統に基づきながらもヨーギニー・タントラへの展開の端緒を開いていると考えており、具体的には、「ヘールカ信仰を全面に打ち出し、ガナ・マンダラを導入し、テクストに全文韻文からなる様式を採用した」とする。これらの点は、密教の伝統がヴィドヤーピーター（ヴィディヤー・ピータ）系のシャークタ・シヴァ派の性質を濃縮していったことを示すと分析している。
『チャクラサンヴァラ・タントラ』（『ラグサンヴァラ』）以降の「サンヴァラ系タントラ」の起源となった。

## 現存する写本
近年、サンスクリット語の原典が2つ確認された。
- 11世紀後半頃に作成された貝葉の写本。パーラ朝時代に作成された貝葉写本と形態的に類似するという[6]。完本ではないが、テクスト全体の9割近くが残されており、9章は途中に大きな脱文があるが、最終偈である733偈および章末の奥付までを保持している[6]。10章は全体が欠損[6]。1898年にネパールで購入され、コレージュ・ド・フランスのインド学研究室図書館に保管されていたが、存在が見落とされており、アール・グリフィス（Arlo Griffiths）が2013年の春季に発見し、アレクシス・サンダーソンとピーター・ダニエル・サント(Péter-Dániel Szántó) が詳細に調査して本書に間違いないことを確認した[6]。三者が共同で校訂本の作成を進めている（2019年時点）[6]。
- カトマンズに伝存する紙写本で、ネパール・ドイツ写本目録プロジェクト（the Nepalese-German Manuscript Cataloguing Project）には別の題名で登録されており、こちらも存在が見落とされていた[6]。9章は161偈までを保持、10章は全体が欠損[6]。2018年に、サールナートのチベット学高等中央研究所 (Central Institute of Higher Tibetan Studies) の年報に同書の梵文刊本が刊行されたが、校訂が不十分である[6]。